# Élections cantonales de 2004 dans les Yvelines
Les élections cantonales ont eu lieu les 21 et 28 mars 2004.
Lors de ces élections, 21 des 39 cantons des Yvelines ont été renouvelés. Elles ont vu la reconduction de la majorité UMP dirigée par Franck Borotra, président du conseil général depuis 1994.

## Contexte départemental

### Assemblée départementale sortante
| Parti                              | Sigle | Élus |
| ---------------------------------- | ----- | ---- |
| Majorité (31 sièges)               |       |      |
| Union pour un mouvement populaire  | UMP   | 26   |
| Divers droite                      | DVD   | 3    |
| Union pour la démocratie française | UDF   | 2    |
| Opposition (8 sièges)              |       |      |
| Parti socialiste                   | PS    | 5    |
| Parti communiste français          | PCF   | 2    |
| Divers gauche                      | DVG   | 1    |
| Président du conseil général       |       |      |
| Franck Borotra (UMP)               |       |      |

## Résultats à l’échelle du département
Répartition départementale des résultats (2e tour).
- PCF (3,81 %)
- PS (32,88 %)
- PRG (1,23 %)
- DVG (2,48 %)
- UMP (50,96 %)
- UDF (2,46 %)
- DVD (4,34 %)
- FN (1,84 %)

| Étiquette      | Étiquette                          | Premier tour | Premier tour | Second tour | Second tour | Sièges |
| Étiquette      | Étiquette                          | Voix         | %            | Voix        | %           | Sièges |
| -------------- | ---------------------------------- | ------------ | ------------ | ----------- | ----------- | ------ |
|                | Parti socialiste                   | 56 534       | 22,18        | 70 999      | 32,88       | 3      |
|                | Parti communiste français          | 15 372       | 6,03         | 8 227       | 3,81        | 1      |
|                | Les Verts                          | 14 152       | 5,55         |             |             |        |
|                | Extrême gauche                     | 6 220        | 2,44         |             |             |        |
|                | Divers gauche                      | 5 235        | 2,05         | 5 357       | 2,48        | 1      |
|                | Parti radical de gauche            | 1 914        | 0,75         | 2 657       | 1,23        | 0      |
| Gauche         | Gauche                             | 99 427       | 39,01        | 87 240      | 40,41       | 5      |
|                |                                    |              |              |             |             |        |
|                | Union pour un mouvement populaire  | 96 049       | 37,68        | 110 016     | 50,96       | 16     |
|                | Front national                     | 28 147       | 11,04        | 3 978       | 1,84        | 0      |
|                | Union pour la démocratie française | 18 862       | 7,40         | 5 309       | 2,46        | 0      |
|                | Divers droite                      | 9 590        | 3,76         | 9 362       | 4,34        | 0      |
|                | Extrême droite                     | 1 217        | 0,48         |             |             |        |
| Droite         | Droite                             | 153 865      | 48,85        | 128 665     | 59,59       | 16     |
|                |                                    |              |              |             |             |        |
|                | Divers                             | 1 592        | 0,62         |             |             |        |
|                |                                    |              |              |             |             |        |
| Inscrits       | Inscrits                           | 416 157      | 100,00       | 339 691     | 100,00      |        |
| Abstention     | Abstention                         | 154 157      | 37,04        | 114 333     | 33,66       |        |
| Votants        | Votants                            | 262 000      | 62,94        | 225 358     | 66,34       |        |
| Blancs et nuls | Blancs et nuls                     | 7 116        | 2,72         | 9 453       | 4,19        |        |
| Exprimés       | Exprimés                           | 254 884      | 97,28        | 215 905     | 95,81       |        |

### Résultats en nombre de sièges
| Parti | Sièges mis en jeu | Élus | Évolution |
| ----- | ----------------- | ---- | --------- |
| PS    | 2                 | 3    | +1        |
| DVG   | 1                 | 1    | =         |
| UMP   | 16                | 16   | =         |
| UDF   | 1                 | 0    | -1        |
| PCF   | 1                 | 1    | =         |

### Assemblée départementale à l'issue des élections
| Parti                              | Sigle | Élus |
| ---------------------------------- | ----- | ---- |
| Majorité (30 sièges)               |       |      |
| Union pour un mouvement populaire  | UMP   | 26   |
| Divers droite                      | DVD   | 3    |
| Union pour la démocratie française | UDF   | 1    |
| Opposition (9 sièges)              |       |      |
| Parti socialiste                   | PS    | 6    |
| Parti communiste français          | PCF   | 2    |
| Divers gauche                      | DVG   | 1    |
| Président du conseil général       |       |      |
| Franck Borotra (UMP)               |       |      |

## Résultats par canton

### Canton d'Andrésy
| Candidats      | Candidats          | Étiquette      | Premier tour | Premier tour | Second tour | Second tour |
| Candidats      | Candidats          | Étiquette      | Voix         | %            | Voix        | %           |
| -------------- | ------------------ | -------------- | ------------ | ------------ | ----------- | ----------- |
|                | Hugues Ribault*    | UMP            | 3 778        | 42,38        | 4 930       | 52,22       |
|                | Christine Leygnier | PS             | 2 794        | 31,34        | 4 511       | 47,78       |
|                | Laurent Baeckeroot | FN             | 1 948        | 11,43        |             |             |
|                | Patrice Pollet     | Verts          | 840          | 9,42         |             |             |
|                | Amandine Rangot    | PCF            | 309          | 3,47         |             |             |
|                | Daniel Contesse    | EXG            | 174          | 1,95         |             |             |
|                |                    |                |              |              |             |             |
| Inscrits       | Inscrits           | Inscrits       | 14 552       | 100,00       | 14 552      | 100,00      |
| Abstention     | Abstention         | Abstention     | 5 390        | 37,04        | 4 740       | 32,47       |
| Votants        | Votants            | Votants        | 9 162        | 62,96        | 9 812       | 67,43       |
| Blancs et nuls | Blancs et nuls     | Blancs et nuls | 248          | 2,71         | 371         | 3,78        |
| Exprimés       | Exprimés           | Exprimés       | 8 914        | 97,29        | 9 441       | 96,22       |

*sortant

### Canton d'Aubergenville
| Candidats      | Candidats           | Étiquette      | Premier tour | Premier tour | Second tour | Second tour |
| Candidats      | Candidats           | Étiquette      | Voix         | %            | Voix        | %           |
| -------------- | ------------------- | -------------- | ------------ | ------------ | ----------- | ----------- |
|                | Daniel Guilbert     | PS             | 3 532        | 30,06        | 5 593       | 45,95       |
|                | Serge Thibaut       | UMP            | 3 062        | 26,06        | 6 578       | 54,05       |
|                | Bertrand de Brosses | FN             | 1 948        | 16,58        |             |             |
|                | David Leguide       | UDF            | 1 918        | 16,32        |             |             |
|                | Marcel Chauvin      | PCF            | 433          | 3,69         |             |             |
|                | Séverine Souville   | EXD            | 367          | 3,12         |             |             |
|                | Philippe Gommard    | EXG            | 330          | 2,81         |             |             |
|                | Jean Delarue        | EXG            | 160          | 1,36         |             |             |
|                |                     |                |              |              |             |             |
| Inscrits       | Inscrits            | Inscrits       | 19 801       | 100,00       | 19 800      | 100,00      |
| Abstention     | Abstention          | Abstention     | 7 618        | 38,47        | 6 894       | 34,82       |
| Votants        | Votants             | Votants        | 12 183       | 61,53        | 12 906      | 65,18       |
| Blancs et nuls | Blancs et nuls      | Blancs et nuls | 433          | 3,55         | 735         | 5,70        |
| Exprimés       | Exprimés            | Exprimés       | 11 750       | 96,45        | 12 171      | 94,30       |

### Canton de La Celle-Saint-Cloud
| Candidats      | Candidats             | Étiquette      | Premier tour | Premier tour | Second tour | Second tour |
| Candidats      | Candidats             | Étiquette      | Voix         | %            | Voix        | %           |
| -------------- | --------------------- | -------------- | ------------ | ------------ | ----------- | ----------- |
|                | Olivier Delaporte     | UMP            | 4 840        | 41,70        | 7 739       | 65,07       |
|                | Jean-Louis Delcourt   | PS             | 2 661        | 22,93        | 4 155       | 34,93       |
|                | Jean-François Baraton | UDF            | 2 128        | 18,34        | Retrait     | Retrait     |
|                | Constance Marquant    | FN             | 903          | 7,78         |             |             |
|                | Anne-Marie Joannon    | DVD            | 559          | 4,82         |             |             |
|                | Michel Chaumont       | PCF            | 263          | 2,27         |             |             |
|                | Philippe Larrat       | EXG            | 252          | 2,17         |             |             |
|                |                       |                |              |              |             |             |
| Inscrits       | Inscrits              | Inscrits       | 19 339       | 100,00       | 19 340      | 100,00      |
| Abstention     | Abstention            | Abstention     | 7 500        | 38,78        | 7 001       | 36,20       |
| Votants        | Votants               | Votants        | 11 839       | 61,22        | 12 339      | 63,80       |
| Blancs et nuls | Blancs et nuls        | Blancs et nuls | 233          | 1,97         | 445         | 3,61        |
| Exprimés       | Exprimés              | Exprimés       | 11 606       | 98,03        | 11 894      | 96,39       |

### Canton du Chesnay
| Candidats      | Candidats           | Étiquette      | Premier tour | Premier tour | Second tour | Second tour |
| Candidats      | Candidats           | Étiquette      | Voix         | %            | Voix        | %           |
| -------------- | ------------------- | -------------- | ------------ | ------------ | ----------- | ----------- |
|                | Philippe Brillault  | DVD            | 3 796        | 28,52        | 6 388       | 49,23       |
|                | Jean-Louis Berthet* | UMP            | 3 606        | 27,09        | 6 587       | 50,77       |
|                | Joëlle Welsing      | PS             | 1 726        | 12,97        |             |             |
|                | Richard Delepierre  | UDF            | 1 589        | 11,94        |             |             |
|                | Bernard Daubigney   | FN             | 1 005        | 7,55         |             |             |
|                | Modeste Guazzetti   | DVD            | 780          | 5,86         |             |             |
|                | Danièle Andrei      | Verts          | 534          | 4,01         |             |             |
|                | Serge Steer         | PCF            | 154          | 1,16         |             |             |
|                | Jérôme Bastong      | EXG            | 119          | 0,89         |             |             |
|                |                     |                |              |              |             |             |
| Inscrits       | Inscrits            | Inscrits       | 23 140       | 100,00       | 23 137      | 100,00      |
| Abstention     | Abstention          | Abstention     | 14 270       | 61,67        | 14 523      | 62,77       |
| Votants        | Votants             | Votants        | 8 870        | 38,33        | 8 614       | 37,23       |
| Blancs et nuls | Blancs et nuls      | Blancs et nuls | 100          | 1,13         | 558         | 6,48        |
| Exprimés       | Exprimés            | Exprimés       | 8 770        | 98,87        | 8 056       | 93,52       |

*sortant

### Canton de Conflans-Sainte-Honorine
| Candidats      | Candidats         | Étiquette      | Premier tour | Premier tour |
| Candidats      | Candidats         | Étiquette      | Voix         | %            |
| -------------- | ----------------- | -------------- | ------------ | ------------ |
|                | Philippe Esnol*   | PS             | 6 838        | 53,00        |
|                | Christophe Campa  | UMP            | 2 129        | 16,50        |
|                | Myriam Baeckeroot | FN             | 1 803        | 13,97        |
|                | Christophe Quenet | Verts          | 1 108        | 8,59         |
|                | Claudine Huet     | PCF            | 415          | 3,22         |
|                | Dominique Flandre | DVG            | 272          | 2,11         |
|                | Gérard Pasquet    | EXG            | 235          | 1,82         |
|                | Charles Menet     | EXG            | 102          | 0,79         |
|                |                   |                |              |              |
| Inscrits       | Inscrits          | Inscrits       | 20 667       | 100,00       |
| Abstention     | Abstention        | Abstention     | 7 427        | 35,94        |
| Votants        | Votants           | Votants        | 13 240       | 64,06        |
| Blancs et nuls | Blancs et nuls    | Blancs et nuls | 338          | 2,55         |
| Exprimés       | Exprimés          | Exprimés       | 12 902       | 97,45        |

*sortant

### Canton de Guerville
| Candidats      | Candidats          | Étiquette      | Premier tour | Premier tour | Second tour | Second tour |
| Candidats      | Candidats          | Étiquette      | Voix         | %            | Voix        | %           |
| -------------- | ------------------ | -------------- | ------------ | ------------ | ----------- | ----------- |
|                | Pierre Amouroux*   | UMP            | 3 508        | 42,56        | 4 205       | 47,75       |
|                | Pierre Blevin      | PS             | 2 112        | 25,62        | 3 260       | 37,02       |
|                | Jean-Louis d'André | FN             | 1 426        | 17,30        | 1 342       | 15,24       |
|                | Marie Falaise      | Verts          | 697          | 8,46         |             |             |
|                | Jean-Pierre Grihon | PCF            | 324          | 3,93         |             |             |
|                | Alain Luguet       | EXG            | 176          | 2,14         |             |             |
|                |                    |                |              |              |             |             |
| Inscrits       | Inscrits           | Inscrits       | 12 921       | 100,00       | 12 911      | 100,00      |
| Abstention     | Abstention         | Abstention     | 4 422        | 34,22        | 3 906       | 30,25       |
| Votants        | Votants            | Votants        | 8 499        | 65,78        | 9 005       | 69,75       |
| Blancs et nuls | Blancs et nuls     | Blancs et nuls | 256          | 3,01         | 198         | 2,20        |
| Exprimés       | Exprimés           | Exprimés       | 8 243        | 96,99        | 8 807       | 97,80       |

*sortant

### Canton de Houdan
| Candidats      | Candidats         | Étiquette      | Premier tour | Premier tour | Second tour | Second tour |
| Candidats      | Candidats         | Étiquette      | Voix         | %            | Voix        | %           |
| -------------- | ----------------- | -------------- | ------------ | ------------ | ----------- | ----------- |
|                | Jean-Marie Tétart | UMP            | 5 111        | 47,71        | 7 064       | 63,83       |
|                | Brigitte Charon   | PS             | 2 502        | 23,35        | 4 003       | 36,17       |
|                | Christophe Le Hot | FN             | 1 516        | 14,15        |             |             |
|                | Roselyne Hoche    | UDF            | 822          | 7,67         |             |             |
|                | Georges Champigny | PCF            | 390          | 3,64         |             |             |
|                | Jocelyne Pinel    | EXG            | 372          | 3,47         |             |             |
|                |                   |                |              |              |             |             |
| Inscrits       | Inscrits          | Inscrits       | 16 880       | 100,00       | 16 881      | 100,00      |
| Abstention     | Abstention        | Abstention     | 5 793        | 34,32        | 5 213       | 30,88       |
| Votants        | Votants           | Votants        | 11 087       | 65,68        | 11 668      | 69,12       |
| Blancs et nuls | Blancs et nuls    | Blancs et nuls | 374          | 3,37         | 601         | 5,15        |
| Exprimés       | Exprimés          | Exprimés       | 10 713       | 96,63        | 11 067      | 94,85       |

### Canton de Limay
| Candidats      | Candidats              | Étiquette      | Premier tour | Premier tour | Second tour | Second tour |
| Candidats      | Candidats              | Étiquette      | Voix         | %            | Voix        | %           |
| -------------- | ---------------------- | -------------- | ------------ | ------------ | ----------- | ----------- |
|                | Jacques Saint-Amaux*   | PCF            | 6 213        | 40,83        | 8 227       | 50,99       |
|                | Bruno Caffin           | UMP            | 3 086        | 20,28        | 5 273       | 32,68       |
|                | Hélène d'André         | FN             | 2 719        | 17,87        | 2 636       | 16,34       |
|                | Martine Chevalier      | SE             | 1 592        | 10,46        |             |             |
|                | Pascal Casimir Perrier | UDF            | 770          | 5,06         |             |             |
|                | Marie-Louisa Georges   | EXG            | 512          | 3,36         |             |             |
|                | Gérard Flament         | EXD            | 324          | 2,13         |             |             |
|                |                        |                |              |              |             |             |
| Inscrits       | Inscrits               | Inscrits       | 24 989       | 100,00       | 24 985      | 100,00      |
| Abstention     | Abstention             | Abstention     | 9 131        | 34,32        | 8 267       | 30,88       |
| Votants        | Votants                | Votants        | 15 858       | 65,68        | 16 718      | 66,91       |
| Blancs et nuls | Blancs et nuls         | Blancs et nuls | 642          | 4,05         | 582         | 3,48        |
| Exprimés       | Exprimés               | Exprimés       | 15 216       | 95,95        | 16 136      | 96,52       |

*sortant

### Canton de Mantes-la-Jolie
| Candidats      | Candidats          | Étiquette      | Premier tour | Premier tour | Second tour | Second tour |
| Candidats      | Candidats          | Étiquette      | Voix         | %            | Voix        | %           |
| -------------- | ------------------ | -------------- | ------------ | ------------ | ----------- | ----------- |
|                | Pierre Bédier      | UMP            | 3 961        | 45,35        | 4 912       | 52,64       |
|                | Guillaume Quevarec | PS             | 2 077        | 23,78        | 4 420       | 47,36       |
|                | Monique Geneix     | FN             | 1 067        | 12,22        |             |             |
|                | Marc Jammet        | PCF            | 759          | 8,69         |             |             |
|                | Nathalie Coste     | DVG            | 670          | 7,67         |             |             |
|                | Jack Lefebvre      | EXG            | 201          | 2,30         |             |             |
|                |                    |                |              |              |             |             |
| Inscrits       | Inscrits           | Inscrits       | 16 195       | 100,00       | 16 196      | 100,00      |
| Abstention     | Abstention         | Abstention     | 7 215        | 44,55        | 6 448       | 39,81       |
| Votants        | Votants            | Votants        | 8 980        | 55,45        | 9 748       | 60,19       |
| Blancs et nuls | Blancs et nuls     | Blancs et nuls | 245          | 2,73         | 416         | 4,27        |
| Exprimés       | Exprimés           | Exprimés       | 8 735        | 97,27        | 9 332       | 95,73       |

### Canton de Marly-le-Roi
| Candidats      | Candidats             | Étiquette      | Premier tour | Premier tour |
| Candidats      | Candidats             | Étiquette      | Voix         | %            |
| -------------- | --------------------- | -------------- | ------------ | ------------ |
|                | Pierre Lequiller*     | UMP            | 7 166        | 59,92        |
|                | Karina Knauss         | Verts          | 2 584        | 21,61        |
|                | Gabrielle de Lestang  | FN             | 1 011        | 8,45         |
|                | Jean-Claude Merle     | PCF            | 990          | 8,28         |
|                | Gilles Cochet-Grasset | EXG            | 209          | 1,75         |
|                |                       |                |              |              |
| Inscrits       | Inscrits              | Inscrits       | 19 095       | 100,00       |
| Abstention     | Abstention            | Abstention     | 6 858        | 35,92        |
| Votants        | Votants               | Votants        | 12 237       | 64,08        |
| Blancs et nuls | Blancs et nuls        | Blancs et nuls | 277          | 2,26         |
| Exprimés       | Exprimés              | Exprimés       | 11 960       | 97,74        |

*sortant

### Canton de Montfort-l'Amaury
| Candidats      | Candidats                | Étiquette      | Premier tour | Premier tour | Second tour | Second tour |
| Candidats      | Candidats                | Étiquette      | Voix         | %            | Voix        | %           |
| -------------- | ------------------------ | -------------- | ------------ | ------------ | ----------- | ----------- |
|                | Hervé Planchenault*      | UMP            | 8 041        | 43,09        | 12 067      | 62,21       |
|                | Rémi Bourgeolet          | PS             | 4 303        | 23,06        | 7 329       | 37,79       |
|                | Jean-David Lefebvre      | Verts          | 2 057        | 11,02        |             |             |
|                | Françoise de Cayeux      | FN             | 1 957        | 10,49        |             |             |
|                | Stéphane Rolland         | UDF            | 1 704        | 9,13         |             |             |
|                | Clément Ortega Pelletier | PCF            | 597          | 3,20         |             |             |
|                |                          |                |              |              |             |             |
| Inscrits       | Inscrits                 | Inscrits       | 29 221       | 100,00       | 29 218      | 100,00      |
| Abstention     | Abstention               | Abstention     | 10 038       | 34,35        | 8 992       | 30,78       |
| Votants        | Votants                  | Votants        | 19 183       | 65,65        | 20 226      | 69,22       |
| Blancs et nuls | Blancs et nuls           | Blancs et nuls | 524          | 2,73         | 830         | 4,10        |
| Exprimés       | Exprimés                 | Exprimés       | 18 659       | 97,27        | 19 396      | 95,90       |

*sortant

### Canton de Plaisir
| Candidats      | Candidats               | Étiquette      | Premier tour | Premier tour | Second tour | Second tour |
| Candidats      | Candidats               | Étiquette      | Voix         | %            | Voix        | %           |
| -------------- | ----------------------- | -------------- | ------------ | ------------ | ----------- | ----------- |
|                | Joël Regnault*          | UMP            | 6 627        | 40,76        | 8 531       | 48,31       |
|                | Jean-Michel Gourdon     | PS             | 6 194        | 38,09        | 9 129       | 51,69       |
|                | Gérard Lemoine          | FN             | 1 464        | 9,00         |             |             |
|                | Daniel Pers             | PCF            | 705          | 4,34         |             |             |
|                | Coralie Roger           | EXG            | 610          | 3,75         |             |             |
|                | Alain Dosne             | EXG            | 255          | 1,57         |             |             |
|                | Joao Dos Santos Silva   | DVG            | 248          | 1,53         |             |             |
|                | Alain-Michel Schaeffner | EXG            | 157          | 0,97         |             |             |
|                |                         |                |              |              |             |             |
| Inscrits       | Inscrits                | Inscrits       | 27 748       | 100,00       | 27 748      | 100,00      |
| Abstention     | Abstention              | Abstention     | 10 959       | 39,49        | 9 469       | 34,12       |
| Votants        | Votants                 | Votants        | 16 789       | 60,51        | 18 279      | 65,88       |
| Blancs et nuls | Blancs et nuls          | Blancs et nuls | 529          | 3,15         | 619         | 3,39        |
| Exprimés       | Exprimés                | Exprimés       | 16 260       | 96,85        | 17 660      | 96,61       |

*sortant

### Canton du Pecq
| Candidats      | Candidats            | Étiquette      | Premier tour | Premier tour | Second tour | Second tour |
| Candidats      | Candidats            | Étiquette      | Voix         | %            | Voix        | %           |
| -------------- | -------------------- | -------------- | ------------ | ------------ | ----------- | ----------- |
|                | Daniel Level         | UMP            | 4 106        | 40,76        | 5 338       | 51,76       |
|                | Denis Carnet         | PS             | 2 155        | 21,39        | 3 430       | 33,26       |
|                | Philippe Durrèche    | UDF            | 1 658        | 16,46        | 1 544       | 14,97       |
|                | Gilles Lamy          | Verts          | 983          | 9,76         |             |             |
|                | Steve Benaich        | FN             | 829          | 8,23         |             |             |
|                | Jean-Jacques Fouchet | PCF            | 190          | 1,89         |             |             |
|                | Alain Lepicier       | EXG            | 153          | 1,52         |             |             |
|                |                      |                |              |              |             |             |
| Inscrits       | Inscrits             | Inscrits       | 15 961       | 100,00       | 15 954      | 100,00      |
| Abstention     | Abstention           | Abstention     | 5 654        | 35,42        | 5 296       | 33,20       |
| Votants        | Votants              | Votants        | 10 307       | 64,58        | 10 658      | 66,80       |
| Blancs et nuls | Blancs et nuls       | Blancs et nuls | 233          | 2,26         | 346         | 3,25        |
| Exprimés       | Exprimés             | Exprimés       | 10 074       | 97,74        | 10 312      | 96,75       |

### Canton de Poissy-Sud
| Candidats      | Candidats          | Étiquette      | Premier tour | Premier tour | Second tour | Second tour |
| Candidats      | Candidats          | Étiquette      | Voix         | %            | Voix        | %           |
| -------------- | ------------------ | -------------- | ------------ | ------------ | ----------- | ----------- |
|                | Gilles Forray*     | UMP            | 2 106        | 27,32        | 4 288       | 54,26       |
|                | Frédérik Bernard   | PS             | 1 549        | 20,09        | 3 615       | 45,74       |
|                | Jean-Louis Renault | FN             | 1 104        | 14,32        |             |             |
|                | Gilles Poidevin    | UDF            | 961          | 12,47        |             |             |
|                | Bernard Biron      | DVD            | 811          | 10,52        |             |             |
|                | Jean-Jacques Bre   | Verts          | 737          | 9,56         |             |             |
|                | Stéphane Giquello  | PCF            | 256          | 3,32         |             |             |
|                | Nicolas Silan      | EXG            | 185          | 2,40         |             |             |
|                |                    |                |              |              |             |             |
| Inscrits       | Inscrits           | Inscrits       | 12 971       | 100,00       | 12 969      | 100,00      |
| Abstention     | Abstention         | Abstention     | 5 013        | 38,65        | 4 463       | 34,41       |
| Votants        | Votants            | Votants        | 7 958        | 61,35        | 8 506       | 65,59       |
| Blancs et nuls | Blancs et nuls     | Blancs et nuls | 249          | 3,13         | 603         | 7,09        |
| Exprimés       | Exprimés           | Exprimés       | 7 709        | 96,87        | 7 903       | 92,91       |

*sortant

### Canton de Saint-Arnoult-en-Yvelines
| Candidats      | Candidats                | Étiquette      | Premier tour | Premier tour | Second tour | Second tour |
| Candidats      | Candidats                | Étiquette      | Voix         | %            | Voix        | %           |
| -------------- | ------------------------ | -------------- | ------------ | ------------ | ----------- | ----------- |
|                | Jean-Louis Barth*        | DVG            | 3 888        | 41,30        | 5 357       | 54,41       |
|                | Jean-Claude Van Hauwe    | UMP            | 2 595        | 27,57        | 4 488       | 45,59       |
|                | Jean-Pierre Blanchelande | UDF            | 1 216        | 12,92        |             |             |
|                | Philippe Chevrier        | FN             | 962          | 10,22        |             |             |
|                | Marie-Élisabeth Martin   | PCF            | 445          | 4,73         |             |             |
|                | Guy Grasica              | EXG            | 307          | 3,26         |             |             |
|                |                          |                |              |              |             |             |
| Inscrits       | Inscrits                 | Inscrits       | 14 709       | 100,00       | 14 709      | 100,00      |
| Abstention     | Abstention               | Abstention     | 4 980        | 33,86        | 4 469       | 30,38       |
| Votants        | Votants                  | Votants        | 9 729        | 66,14        | 10 240      | 69,62       |
| Blancs et nuls | Blancs et nuls           | Blancs et nuls | 316          | 3,25         | 395         | 3,86        |
| Exprimés       | Exprimés                 | Exprimés       | 9 413        | 96,75        | 9 845       | 96,14       |

*sortant

### Canton de Saint-Cyr-l'École
| Candidats      | Candidats            | Étiquette      | Premier tour | Premier tour | Second tour | Second tour |
| Candidats      | Candidats            | Étiquette      | Voix         | %            | Voix        | %           |
| -------------- | -------------------- | -------------- | ------------ | ------------ | ----------- | ----------- |
|                | Claude Vuilliet*     | PS             | 6 128        | 41,01        | 8 849       | 57,32       |
|                | Philippe Lavaud      | UMP            | 4 403        | 29,47        | 6 589       | 42,68       |
|                | Daniel Farnier       | UDF            | 1 503        | 10,06        |             |             |
|                | Alexis Merrheim      | FN             | 1 386        | 9,28         |             |             |
|                | Jean-Yves Maximilien | PCF            | 935          | 6,26         |             |             |
|                | Jean-Pierre Maurice  | EXG            | 389          | 2,60         |             |             |
|                | Martine Marchand     | EXG            | 199          | 1,33         |             |             |
|                |                      |                |              |              |             |             |
| Inscrits       | Inscrits             | Inscrits       | 24 234       | 100,00       | 24 231      | 100,00      |
| Abstention     | Abstention           | Abstention     | 8 863        | 36,57        | 8 140       | 33,59       |
| Votants        | Votants              | Votants        | 15 371       | 63,43        | 16 091      | 66,41       |
| Blancs et nuls | Blancs et nuls       | Blancs et nuls | 428          | 2,78         | 653         | 4,06        |
| Exprimés       | Exprimés             | Exprimés       | 14 943       | 97,22        | 15 438      | 95,94       |

*sortant

### Canton de Saint-Germain-en-Laye-Sud
| Candidats      | Candidats           | Étiquette      | Premier tour | Premier tour |
| Candidats      | Candidats           | Étiquette      | Voix         | %            |
| -------------- | ------------------- | -------------- | ------------ | ------------ |
|                | Catherine Péricard* | UMP            | 5 159        | 51,62        |
|                | Jean Laurent        | PS             | 2 599        | 26,00        |
|                | Nicole Frydman      | Verts          | 1 040        | 10,41        |
|                | Joël Rathouin       | FN             | 949          | 9,49         |
|                | Alain Binet         | PCF            | 248          | 2,48         |
|                |                     |                |              |              |
| Inscrits       | Inscrits            | Inscrits       | 16 706       | 100,00       |
| Abstention     | Abstention          | Abstention     | 6 358        | 38,06        |
| Votants        | Votants             | Votants        | 10 348       | 61,94        |
| Blancs et nuls | Blancs et nuls      | Blancs et nuls | 353          | 3,41         |
| Exprimés       | Exprimés            | Exprimés       | 9 995        | 96,59        |

*sortant

### Canton de Sartrouville
| Candidats      | Candidats               | Étiquette      | Premier tour | Premier tour | Second tour | Second tour |
| Candidats      | Candidats               | Étiquette      | Voix         | %            | Voix        | %           |
| -------------- | ----------------------- | -------------- | ------------ | ------------ | ----------- | ----------- |
|                | Pierre Fond*            | UMP            | 7 073        | 46,82        | 8 851       | 56,55       |
|                | Bruno Susani            | PS             | 3 609        | 23,89        | 6 801       | 43,45       |
|                | Jean-Paul Pylypczuk     | FN             | 1 337        | 8,85         |             |             |
|                | Dominique Luangpraseuth | Verts          | 1 032        | 6,83         |             |             |
|                | Roger Audroin           | PCF            | 865          | 5,73         |             |             |
|                | Nicolas Bay             | EXD            | 526          | 3,48         |             |             |
|                | Alain Dupuits           | EXG            | 386          | 2,56         |             |             |
|                | Michel Imbert           | EXG            | 278          | 1,84         |             |             |
|                |                         |                |              |              |             |             |
| Inscrits       | Inscrits                | Inscrits       | 24 992       | 100,00       | 24 992      | 100,00      |
| Abstention     | Abstention              | Abstention     | 9 543        | 38,18        | 8 788       | 35,16       |
| Votants        | Votants                 | Votants        | 15 449       | 61,82        | 16 204      | 64,84       |
| Blancs et nuls | Blancs et nuls          | Blancs et nuls | 343          | 2,22         | 552         | 3,41        |
| Exprimés       | Exprimés                | Exprimés       | 15 106       | 97,78        | 15 652      | 96,59       |

*sortant

### Canton de Versailles-Nord-Ouest
| Candidats      | Candidats             | Étiquette      | Premier tour | Premier tour | Second tour | Second tour |
| Candidats      | Candidats             | Étiquette      | Voix         | %            | Voix        | %           |
| -------------- | --------------------- | -------------- | ------------ | ------------ | ----------- | ----------- |
|                | Bertrand Devys*       | UMP            | 4 087        | 36,97        | 6 025       | 51,69       |
|                | Thierry Vandecasteele | PRG            | 1 914        | 17,31        | 2 657       | 22,80       |
|                | Jacques Condat        | UDF            | 1 854        | 16,77        | Retrait     | Retrait     |
|                | Henry de Lesquen      | DVD            | 1 852        | 16,75        | 2 974       | 25,51       |
|                | Michel Bayvet         | FN             | 993          | 8,98         |             |             |
|                | Alain Moine           | PCF            | 160          | 1,45         |             |             |
|                | Hervé Morvan          | EXG            | 102          | 0,92         |             |             |
|                | Gérard Reix           | EXG            | 93           | 0,84         |             |             |
|                |                       |                |              |              |             |             |
| Inscrits       | Inscrits              | Inscrits       | 17 827       | 100,00       | 17 827      | 100,00      |
| Abstention     | Abstention            | Abstention     | 6 542        | 36,70        | 5 857       | 32,85       |
| Votants        | Votants               | Votants        | 11 285       | 63,30        | 11 970      | 67,15       |
| Blancs et nuls | Blancs et nuls        | Blancs et nuls | 230          | 2,04         | 314         | 2,62        |
| Exprimés       | Exprimés              | Exprimés       | 11 055       | 97,96        | 11 656      | 97,38       |

*sortant

### Canton de Versailles-Sud
| Candidats      | Candidats          | Étiquette      | Premier tour | Premier tour | Second tour | Second tour |
| Candidats      | Candidats          | Étiquette      | Voix         | %            | Voix        | %           |
| -------------- | ------------------ | -------------- | ------------ | ------------ | ----------- | ----------- |
|                | Monique Le Saint*  | UMP            | 4 058        | 25,71        | 6 551       | 40,39       |
|                | Michel Rombaut     | PS             | 3 163        | 20,04        | 5 904       | 36,40       |
|                | Arnaud Mercier     | UDF            | 2 739        | 17,35        | 3 765       | 23,21       |
|                | Anne-Laure Maleyre | DVD            | 1 792        | 11,35        |             |             |
|                | Claudine Parayre   | Verts          | 1 632        | 10,34        |             |             |
|                | Christian Artus    | FN             | 1 599        | 10,13        |             |             |
|                | Antoine Casanova   | PCF            | 382          | 2,42         |             |             |
|                | Pascal Alessandri  | EXG            | 273          | 1,73         |             |             |
|                | Christine Schrempp | EXG            | 148          | 0,94         |             |             |
|                |                    |                |              |              |             |             |
| Inscrits       | Inscrits           | Inscrits       | 25 643       | 100,00       | 25 640      | 100,00      |
| Abstention     | Abstention         | Abstention     | 9 482        | 36,98        | 8 782       | 34,25       |
| Votants        | Votants            | Votants        | 16 161       | 63,02        | 16 858      | 65,75       |
| Blancs et nuls | Blancs et nuls     | Blancs et nuls | 375          | 2,32         | 638         | 3,78        |
| Exprimés       | Exprimés           | Exprimés       | 15 786       | 97,68        | 16 220      | 96,22       |

*sortant

### Canton du Vésinet
| Candidats      | Candidats           | Étiquette      | Premier tour | Premier tour |
| Candidats      | Candidats           | Étiquette      | Voix         | %            |
| -------------- | ------------------- | -------------- | ------------ | ------------ |
|                | Jean-François Bel * | UMP            | 7 547        | 60,20        |
|                | André Michel        | PS             | 2 592        | 20,68        |
|                | Dominique Bernard   | FN             | 1 150        | 9,17         |
|                | Serge Diebolt       | Verts          | 908          | 7,24         |
|                | Martine Cret        | PCF            | 339          | 2,70         |
|                |                     |                |              |              |
| Inscrits       | Inscrits            | Inscrits       | 19 960       | 100,00       |
| Abstention     | Abstention          | Abstention     | 7 109        | 35,62        |
| Votants        | Votants             | Votants        | 12 851       | 64,38        |
| Blancs et nuls | Blancs et nuls      | Blancs et nuls | 315          | 2,45         |
| Exprimés       | Exprimés            | Exprimés       | 12 536       | 97,55        |

*sortant